# Bhima
Pour les articles homonymes, voir Bhima (homonymie).
Cet article possède un paronyme, voir Bima (homonymie).
Bhima est un des héros de l'épopée du Mahabharata. Il est le fils de Vayu, le dieu du Vent brutal et fort, et le deuxième des cinq Pândava, les fils de Kuntî et Mâdrî, les épouses du roi Pându de Hastinâpura.
Dans le village de Mahaballipuram se trouve un très grand bas-relief parfois appelé la Pénitence d'Arjuna.
Le nom de Bhima a été donné à un des temples du plateau de Dieng à Java en Indonésie, le temple de Bima.

## Galerie

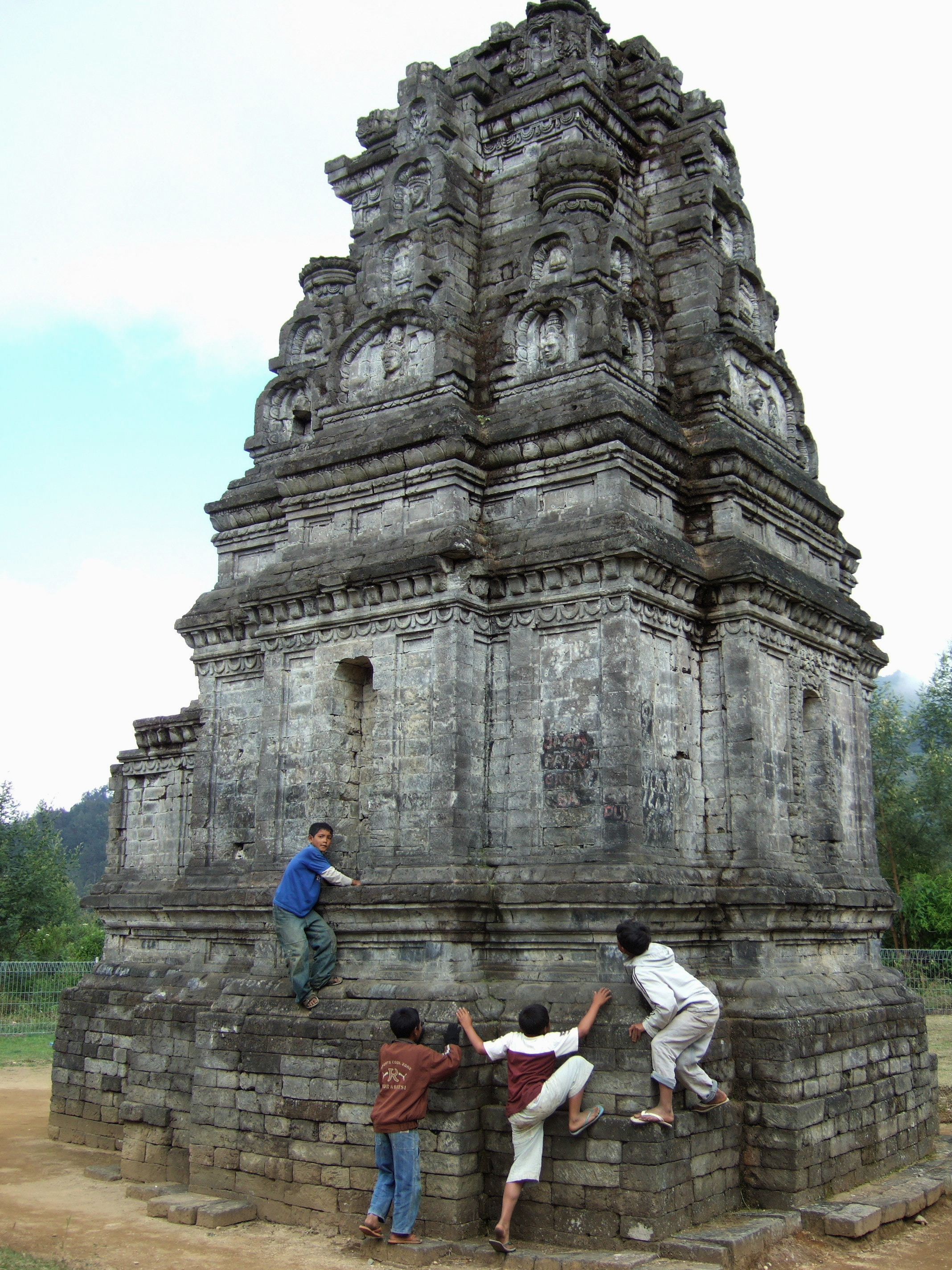
Le temple de Bima sur le plateau de Dieng
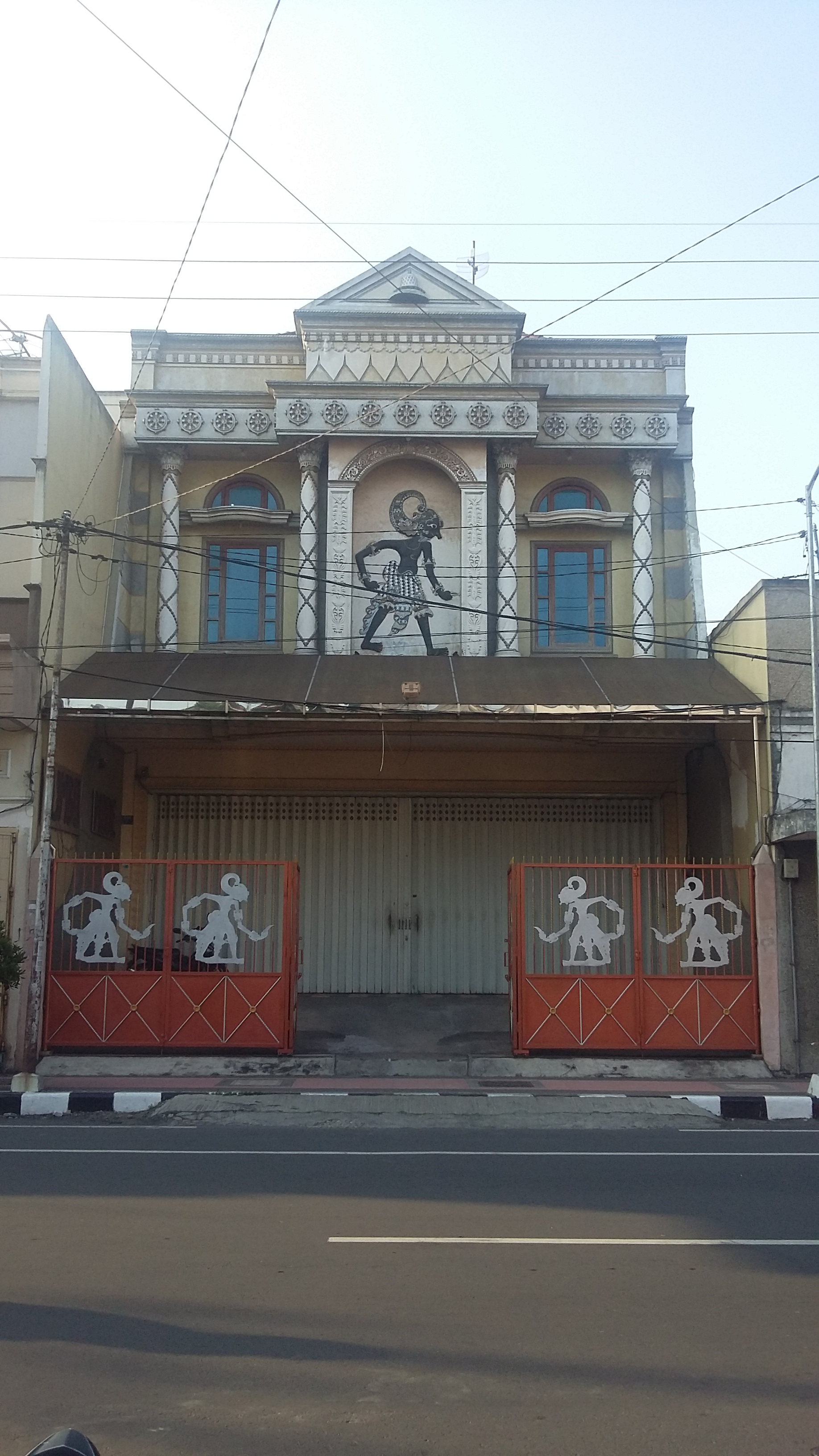
Bima décorant un magasin à Blitar, Java oriental, en Indonésie